# Идрилa
Идрила је лик из романа „Силмарилион“ Џ. Р. Р. Толкина. 
Идрила је била Вилењакиња, ћерка Тургона, господара скривене земље Гондолин. Тургон је био син Финголфина, Узвишеног краља Нолдора, и временом је од њега наследио ту титулу. За време ратова против Мрачног господара Моргота, земља Гондолин је била скривена у планинама и нико изван ње није знао где се налази. Због тога их је Моргот сматрао најопаснијим непријатељима.
Идрила је била изузетне лепоте. Имала је златну косу, која је изгледала као да је у њој ухваћена светлост дрвета Лаурелина, које је некада давало светлост земљи. Њен надимак је био Келебриндал, што значи Сребронога. Такође је описана као мудра и далековида.
У Идрилу је тајно био заљубљен њен рођак Маиглин, син Тургонове сестре Аределе. Он је био син Тамног Вилењака Еола, али је успео да од њега побегне у Гондолин са својом мајком. Маиглин је био у милости свог ујака, краља Тургона. Идрила му никада није узвратила осећања. Чак је гаијила нетрпељивост према њему. Њих двоје су били у врло блиском сродству, те Маиглин није затражио њену руку од краља.
Након велике битке против Моргота у којој су погинули многи Људи и Вилењаци, Туор, син јунака Људи Хуора, је стигао у Гондолин. Пут му је показао Улмо, један од Валара. Када је сазнао ко му је отац, Тургон је дозволио Туору да остане у Гондолину. Убрзо је постао врло поштован и угледан. Између Туора и Идриле родила се љубав, и Тургон им је дозволио да се венчају. То је био други од три брака Вилењака и Људи. Син Туора и Идриле, Еарендил, назван је Полувилењаком.
Љубоморни Маиглин је одао локацију Гондолина Морготу, у замену за Идрилу. Приликом опсаде Гондолина, у којој је краљ Тургон погинуо, Маиглин је успео да зароби Идрилу и Еарендила. Међутим, убио га је Туор и његово тело бацио са зидина. Идрила је још раније направила тајни пут за бекство, јер је предосетила да би могло доћи до напада непријатеља. Она, Туор и Еарендил су побегли, повевши са собом део народа који се спасао.
Туор и Идрила су довели народ Гондолина на ушће реке Сирион, где су се придружили народу Доријата, који су такође тамо нашли уточиште. Ту је за Узвишеног краља Нолдора проглашен Гил-галад, син Тургоновог брата Фингона. Еарендил се оженио Елвингом, која је била унука Берена и Лутијене Тинувијеле. Њихови синови су били Елронд и Елрос. Туор, је осетивши да му се старост приближава, изградио брод и отпловио заједно са Идрилом. Њихова судбина је остала непозната. 